# Mod de blindes verden
|  | Denne artikel er oprettet af botten Steenthbot ud fra en ekstern database. Den kan derfor have sproglige fejl eller mangler. Denne skabelon kan fjernes efter kontrol af indholdet. |

Mod de blindes verden er en dansk dokumentarfilm fra 2022 instrueret af Julie Bezerra Madsen.

## Handling
Da Silas pludselig ikke kan finde sine venner i skolegården, ved Christina godt, hvad det betyder: Han er ved at miste synet, ligesom hun selv gjorde som barn. Lægerne havde forsikret hende om, at han ikke kunne arve sygdommen, men de tog fejl. 
Christina er på mange måder den perfekte mor for Silas, for hun ved, hvordan alt ændrer sig, når synet forsvinder. Men hvordan lærer man sit barn at være modig og selvsikker i en verden, der langsomt bliver sort?  Hun kender til sorgen over at føle sig udenfor og har selv kæmpet en indre kamp for ikke at lade sig nøjes med det, som andre tror, at man kan som næsten blind. 
Men sorgen og følelsen af at være udenfor fylder stadig meget i Christina, og de følelser vil hun ikke give videre til sin søn, selvom de presser sig på.

## Medvirkende
- Christina Nahnsen
- Silas Holm Sørensen